# Shyla Heal
Pour les articles homonymes, voir Heal.
Shyla Jade Heal, née le 19 septembre 2001 à Kogarah (Nouvelle-Galles du Sud), est une joueuse professionnelle australienne de basket-ball évoluant au poste de meneur.

## Biographie

### En club
Shyla Heal débute le basket au lycée avec Brisbane State High School à Brisbane, puis elle rejoint l'équipe de l'université de Canberra Senior Secondary College Lake Ginninderra à Canberra.
Elle fait ses débuts dans la Queensland Basketball League en 2015 avec les South West Metro Pirates à l'âge de 14 ans. Puis elle rejoint le championnat professionnel australien (WNBL) pour la saison 2015-2016 avec le South East Queensland Stars, dont son père, Shane Heal, est l'entraîneur. À l'issue de la saison, elle retourne dans la Queensland Basketball League avec la Ipswich Force. Puis elle dispute les saisons 2017, 2018 et 2019 avec les Sutherland Sharks. En 2018, elle rejoint l'Australian Institute of Sport.
En 2018, elle retrouve la première division australienne en s'engageant avec Perth Lynx pour la saison 2018-2019. Elle partage la saison 2019 de la Queensland Basketball League entre les Sutherland Sharks et les Rockhampton Cyclones.
Pour la saison 2019-2020, elle retourne dans la première division australienne en rejoignant les Bendigo Spirit,. Lors de sa première saison avec les Spirit, elle s’est vue décerner le titre de Most Consistent Player pour ses performances, avec une moyenne de 12,1 points et 4,1 rebonds. Avant la fin de la saison, elle rejoint le Townsville Fire pour disputer les Playoffs de la saison,. À l'issue de la saison, elle est nommée WNBL Youth Player of the Year et dans la All-WNBL Second Team.
Elle est sélectionnée en 8e position lors de la draft WNBA 2021 par le Sky de Chicago.
Elle n’a pas pu participer au camp d’entraînement du Sky en raison d’un retard dans sa demande de visa, et après avoir joué seulement 31 minutes en quatre matchs, elle a été échangée aux Wings de Dallas qui l’ont immédiatement coupée.
Elle retourne en Australie pour la saison 2021-2022 en s'engageant avec les Sydney Flames. En suivant, elle dispute la saison 2022 de la Queensland Basketball League avec les  Northside Wizards.
Elle est retournée chez les Sydney Flames pour la saison 2022-2023 de la WNBL, mais en janvier 2023, elle et son père, quittent l'équipe de Sydney. Les raisons de leur départ n’étaient pas précisées et coïncidaient avec l’enquête d’une société indépendante,,. En février 2023, elle s'engage avec les Townsville Fire pour le reste de la saison avec qui elle remporte le titre de WNBL.
En 2023, elle commence la saison en NBL1 East avec les Sydney Comets avec de rejoindre l'AZS UMCS Lublin dans le championnat polonais pour la saison 2023-2024. Elle quitte le club polonais en décembre 2023.
En janvier 2024, elle rejoint l'Hapoël Petah-Tikva en Israël. Après avoir joué seulement huit matchs, elle rejoint le LDLC ASVEL féminin dans la Ligue féminine de basket au mois de mars 2024 en tant que joker médical de Marine Fauthoux. En mai 2024, elle retourne au Sydney Comets.
En juin 2024, elle s'engage avec le Tarsus Belediyesi Mersin dans le championnat turc pour la saison 2024-2025.

### En équipe nationale
Shyla Heal a fait ses débuts internationaux avec l'équipe australienne des moins de 17 ans aux Championnats d’Océanie FIBA des moins de 17 ans 2017 à Hagåtña, Guam, où l’Australie a remporté le titre de champion. Elle a été nommée MVP du match de championnat.
En 2017, elle a également aidé l'équipe australienne des moins de 16 ans à remporter l’or aux Championnats d’Asie FIBA des moins de 16 ans à Bengalore, en Inde.
En 2018, elle participe à la coupe du monde des moins de 17 ans à Minsk, en Biélorussie. Elle y remporte la médaille de bronze et est nommée dans l'équipe type du tournoi.
En 2019, elle participe à la Coupe du monde des moins de 19 ans à Bangkok, en Thaïlande où les australiennes s'inclinent en finale face aux américaines.
Elle fait ses débuts avec l'équipe d'Australie en 2022 lors du tournoi de qualification pour la coupe du monde 2022 à Belgrade, en Serbie.
En 2023, elle remporte la médaille de bronze à la Coupe d'Asie féminine de basket-ball.

## Palmarès et Distinctions

### Palmarès

#### En club
- 2023 : Vainqueur de la Women's National Basketball League avec Townsville Fire

#### En équipe nationale
- 2017 :  Vainqueur des Championnats d’Océanie FIBA des moins de 17 ans
- 2017 :  Vainqueur des Championnats d’Asie FIBA des moins de 16 ans (2017)
- 2018 :  Médaille de bronze à la coupe du monde des moins de 17 ans
- 2019 :  Médaille d'argent à la Coupe du monde des moins de 19 ans
- 2023 :  Médaille de bronze à la Coupe d'Asie féminine de basket-ball.

### Distinctions personnelles
- MVP des Championnats d’Océanie FIBA des moins de 17 ans (2017)
- Membre de l'équipe-type de la coupe du monde des moins de 17 ans (2018)
- Most Consistent Player (2020)
- WNBL Youth Player of the Year (2020)
- All-WNBL Second Team (2020)

## Statistiques

### En WNBA
| Gras/Meilleures performances | [ 26 ] |

| Saison                    | Équipe                    | MJ | M5 | Min | %T   | %3 | %LF | Rb  | PD  | Int | Ctr | BP  | F   | Pts |
| ------------------------- | ------------------------- | -- | -- | --- | ---- | -- | --- | --- | --- | --- | --- | --- | --- | --- |
| 2021                      | Sky de Chicago            | 4  | 0  | 7,8 | 12,5 | 0  | 100 | 0,8 | 0,8 | 0   | 0   | 2,5 | 1,5 | 2,0 |
| Total : moyenne par match | Total : moyenne par match |    |    | 7,8 | 12,5 | 0  | 100 | 0,8 | 0,8 | 0   | 0   | 2,5 | 1,5 | 2,0 |
| Totaux                    | Totaux                    | 4  | 0  | 31  | 1    | 0  | 6   | 3   | 3   | 0   | 0   | 10  | 6   | 8   |